# Copridaspidus
Copridaspidus là một chi bọ cánh cứng thuộc họ Scarabaeidae.